# 全浅香
全浅香（ぜんせんこう）は正倉院北倉に収蔵される香木。『国家珍宝帳』に記される帳内御物で、聖武天皇所縁の品とされる。雅称は紅塵（こうじん）で、宝物番号は北倉135。

## 概要
長さ105.5cm、重さ16.65kg。丸太状の木材で、表面には大小の切削痕がある。薬史学者の米田該典は、東南アジアおよびその周辺地域に分布するジンチョウゲ科ジンコウジュ（Aquilaria）属の樹幹に樹脂などが沈積した沈香の一種とする。正倉院に収蔵される香木は蘭奢待が著名であるが、来歴が不明な蘭奢待に対し、全浅香は『国家珍宝帳』に記載される天平時代からの宝物である。

## 来歴について
『国家珍宝帳』には「全浅香一村重大卅四斤」と記載されているが、前後の行の隙間にひときわ小さい文字で書きこまれており、さらに紙面に捺された玉璽の上から追記されていることが分かっている。米田雄介は「全浅香は当初の献納リストから外されていたものの、『国家珍宝帳』の作成後に存在に気が付いて、東大寺に奉られる前に急遽追記した」と推測する。
米田雄介は、正倉院北倉に収蔵される牙牌を全浅香に取り付けられていた付属品とし、それを根拠に全浅香を『続日本紀』の天平勝宝5年（753年）3月29日条にある仁王会にて献納されたものとする。これに対し清水健は、一度盧舎那仏に献納されたものが再び献納されるのは不自然などと疑問を呈し、また松嶋順正は、仁王会は2度に渡って行われていることから牙牌に記されている浅香は焼き尽くされたとしている。

## 重さの記録
前述のように『国家珍宝帳』に全浅香の重量は「大34斤」と記されている。またこれには後に東大寺で計測しなおした際の記録として「大33斤5両」と記す付箋が貼られている。古代律令制による単位当たりの重さは物品や史料によってばらつきがあるため正確な重量を算出することは困難であるが、仮に大1斤を680gとすると大33斤5両は22.65㎏である。さらに弘仁13年（822年）の記録には「8斤4両小」を取り出したと記されており、差し引きは17.04㎏となる。現在の16.65㎏との差分が、弘仁13年以降に切り取られた重量と考えられる。
しかし斉衡3年（856年）の記録『雑財物実録』には「浅香壱村重廿斤十一両」と記されており、計算すると14.07㎏と現在より軽くなる。これについては全浅香とは別の浅香であるとする説や誤記とする説があるが確かなことは分かっていない。
なお、足利義政が蘭奢待を截香した際の記録には「両種の御香同じく然り」と記されており、蘭奢待と共に切り取られたと考えられている。また織田信長も蘭奢待を截香した際に全浅香も同様に希望したが、この時は前例がないとして断られたと記録されている。